# El Patriota (periódico)
El Patriota fue un periódico publicado en la Provincia Oriental en 1822. Tuvo una producción total de ocho números, entre el 17 de agosto y el 4 de octubre. Su publicación era semanal (todos los viernes) y bilingüe: editado en español y en portugués.

## Orígenes
El Patriota surge luego de un período sin publicaciones periódicas en Montevideo, tras el cierre de El Pacífico Oriental.  
Fue impreso en la Imprenta del Cabildo y redactado por Manuel Torres, quien adquiriera el taller tipográfico del Cabildo. Este joven redactor e impresor porteño alegó que: “La necesidad que veía en esta ciudad, de un periódico, es la que me ha movido a establecerlo; la queja de su falta era pública, y alguno había de ser el que acudiese al remedio”

## Estilo y tópicos
Encabezaba cada número la frase anónima: “Il y a plus de gloire, et plus d’honneur à faire des choses communes et ordinaires lorsq’elles sont utiles au Public, que de en faire d’éclatantes et d’extraordinaires, lorsq’elles ne lui servent de rien, ou q’elles lui sont à charge”
Manuel Torres intentaba mantener un discurso neutral, que se avocara mayoritariamente a informar sobre los sucesos locales, sin darle mayor relevancia a asuntos políticos, pero sin omitirlos tampoco: se hablaría de ellos “solo cuando sea necesario” y aclaraba que esa postura “…no es imbecilidad, sino deber y prudencia”.
No obstante, la postura política de Torres (contraria a los simpatizantes de José Gervasio Artigas, por considerarlos anárquicos) se puede advertir principalmente en locuciones como “amante del orden”, que era lugar común del centralismo porteño en sus escritos (M. Campos Thevenin, 1972).

## Acceso al material
En el sitio Anáforas, se puede acceder los ocho números publicados de El Patriota.